# New Walk Museum and Art Gallery
New Walk Museum and Art Gallery est un musée situé sur New Walk (en) à Leicester, en Angleterre, non loin du centre-ville.
Le musée a ouvert ses portes en 1849 comme l'un des premiers musées publics au Royaume-Uni. Il possède des collections en sciences, histoire et arts, aussi bien d'origine locale qu'internationale. Le bâtiment d'origine a été conçu par Joseph Hansom, le concepteur du cab. Il a été étendu à plusieurs reprises, la dernière fois en 2011.